# Municipio de East Chillisquaque
El municipio de East Chillisquaque  (en inglés: East Chillisquaque Township) es un municipio ubicado en el condado de Northumberland en el estado estadounidense de Pensilvania. En el año 2000 tenía una población de 664 habitantes y una densidad poblacional de 31 personas por km².

## Geografía
El municipio de East Chillisquaque se encuentra ubicado en las coordenadas 40°59′00″N 76°47′59″O / 40.98333, -76.79972.

## Demografía
Según la Oficina del Censo en 2000 los ingresos medios por hogar en la localidad eran de $40,882 y los ingresos medios por familia eran $43,958. Los hombres tenían unos ingresos medios de $34,167 frente a los $22,000 para las mujeres. La renta per cápita para la localidad era de $18,431. Alrededor del 5,0% de la población estaban por debajo del umbral de pobreza.